# Albano Biondi
Albano Biondi (Fiumalbo, 11 gennaio 1930 – Modena, 26 aprile 1999) è stato uno storico italiano.

## Biografia
Nato a Fiumalbo in provincia di Modena nel 1930 si laureò a Bologna in lettere classiche, divenendo professore universitario e titolare della cattedra di storia moderna.
Come autore pubblicò vari libri soprattutto relativi a Modena ed alla sua storia.
Morto nel 1999, gli è stata intitolata la biblioteca comunale di Fiumalbo.

## Opere
- Cronaca di Modena, editore F.C. Panini (ISBN 88-8290-081-9)
- Formazione e controllo dell'opinione pubblica a Modena nel '700 editore Mucchi (ISBN 88-7000-089-3)
- Conclusiones Nongentae: le novecento tesi dell'anno 1486 (ISBN 88-222-4305-6)
- L'Inquisizione e gli ebrei in Italia editore Laterza (ISBN 88-420-4498-9)